# Monotropus
Monotropus es un género de coleóptero de la familia Scarabaeidae.

## Especies
- Monotropus brancoi Baraud, 1979
- Monotropus camusi Antoine, 1960
- Monotropus fausti Semenov, 1898
- Monotropus laticollis Perez Arcas, 1874
- Monotropus lusitanicus Baraud, 1976
- Monotropus nordmanni Blanchard, 1851
- Monotropus staudingeri Schaufuss, 1861